# کوردولا ترانتو
کوردولا ترانتو (آلمانی: Cordula Trantow؛ زادهٔ ۲۹ دسامبر ۱۹۴۲) بازیگر اهل آلمان است.
از فیلم‌ها یا برنامه‌های تلویزیونی که وی در آن نقش داشته‌است می‌توان به خانه زنان، پل، فردا نوبت من است و قصر اشاره کرد.